# Isabelle Gélinas
Isabelle Gélinas (Montréal, 13 ottobre 1963) è un'attrice canadese con cittadinanza francese.
Attrice che si divide tra teatro, cinema e televisione, tra grande e piccolo schermo, ha recitato in una sessantina di differenti produzioni, a partire dalla metà degli anni ottanta. Tra i suoi ruoli principali, figurano, tra l'altro, quello di Madame Polignac nel film TV Maria Antonietta - Regina di un solo amore (1989), quello di Centaine nella miniserie televisiva La montagna dei diamanti (1991), quello di Lolly nel film TV Una piuma per Sweetie (2000), quello di Valérie Bouley nella serie televisiva Fais pas ci, fais pas ça (2007-2017).

## Filmografia

### Cinema
- Triple sec, regia di Yves Thomas (1986) - cortometraggio
- Chouans! I rivoluzionari bianchi (Chouans!), regia di Philippe de Broca (1988)
- Suivez cet avion, regia di Patrice Ambard (1989)
- Mado, poste restante, regia di Aleksandr Adabashyan (1990)
- À l'heure où les grands fauves vont boire, regia di Pierre Jolivet (1993)
- Drôles d'oiseaux, regia di Peter Kassovitz (1993)
- Louis, enfant roi, regia di Roger Planchon (1993)
- Didier, regia di Alain Chabat (1997)
- (G)rève party, regia di Fabien Onteniente (1998)
- Paparazzi, regia di Alain Berbérian (1998)
- Tout baigne!, regia di Eric Civanyan (1999)
- Les gens en maillot de bain ne sont pas (forcément) superficiels, regia di Eric Assous (2001)
- Ne quittez pas!, regia di Arthur Joffé (2004)
- Cherche fiancé tous frais payés, regia di Aline Issermann (2007)
- Ça se soigne?, regia di Laurent Chouchan (2008)
- 3 saisons, regia di Jim Donovan (2009)
- Vento di primavera (La rafle), regia di Rose Bosch (2010)
- Tra amici (Entre amis), regia di Olivier Baroux (2015)
- La Vie très privée de Monsieur Sim, regia di Michel Leclerc (2015)

### Televisione
- La dixième de Beethoven, regia di Jean-Paul Roux - film TV (1985)
- Maria Antonietta - Regina di un solo amore (Les jupons de la révolution - Marie-Antoinette, reine d'un seul amour) - film TV, regia di Caroline Huppert (1989)
- Les dossiers de l'écran - serie TV, 1 episodio (1989)
- Les nuits révolutionnaires - miniserie TV (1989)
- The Free Frenchman - miniserie TV, 3 episodi (1989)
- La montagna dei diamanti (Mountain of Diamonds) - film TV, regia di Jeannot Szwarc (1991)
- Le coeur qui tape, regia di Didier Grousset - film TV (1993)
- J'ai deux amours, regia di Caroline Huppert - film TV (1996)
- L'histoire du samedi - serie TV, 1 episodio (2000)
- Una piuma per Sweetie (Anibal), regia Pierre Boutron - film TV (2000)
- Confession d'un menteur, regia di Didier Grousset - film TV (2005)
- Il commissario Cordier (Commissaire Cordier) - serie TV, ep. 01x01 (2005)
- Le piège du Père Noël, regia di Christian Faure - film TV (2005)
- Inséparabales - serie TV, 2 episodi (2005-2006)
- Fais pas ci, fais pas ça - serie TV, 68 episodi (2007-2017)
- Almasty, la dernière expédition - film TV (2009)
- Accident de parcours, regia di Patrick Volson - film TV (2011)
- La nuit du réveillon, regia di Serge Meynard - film TV (2011)
- L'innocent, regia di Pierre Boutron - film TV (2012)
- Le romancier Martin - miniserie TV (2012)
- À livre ouvert - serie TV, 6 episodi (2014)
- Au nom des fils, regia di Christian Faure - film TV (2014)
- Deux hommes tout nus, regia di Sébastien Thiery - film TV (2015)
- Accused (Accusé) - serie TV, 1 episodio (2015)
- Stavisky, l'escroc du siècle, regia di Claude-Michel Rome - film TV (2015)
- Les Chamois - serie TV, 8 episodi (2017-2018)
- Crimes Parfaits - serie TV, 6 episodi (2017-2019)
- Mémoire de sang, regia di Olivier Guignard (2018)

## Premi e nomination (lista parziale)
- 1990: Nomination al Premio César nella categoria "miglior promessa femminile"

## Doppiatrici italiane
- Giovanna Fregonese in Maria Antonietta - Regina di un solo amore[2]
- Roberta Greganti in Una piuma per Sweetie[3]